# SN 1941C
SN 1941C – supernowa typu II odkryta 16 kwietnia 1941 roku w galaktyce NGC 4136. W momencie odkrycia miała maksymalną jasność 16,80m.